# Alosa alosa
Alosa alosa је зракоперка из реда Clupeiformes и фамилије Clupeidae.

## Угроженост
Ова врста је наведена као последња брига, јер има широко распрострањење и честа је врста.

## Распрострањење
Ареал врсте Alosa alosa обухвата већи број држава. 
Врста је присутна у следећим државама: Француска, Шпанија, Мароко, Ирска, Португал, Русија, Шведска, Норвешка, Пољска, Немачка, Исланд, Данска, Уједињено Краљевство, Холандија, Литванија, Белгија и Гибралтар.

## Станиште
Станишта врсте су мора, језера и језерски екосистеми, речни екосистеми и слатководна подручја.